# Merostachys sparsiflora
Merostachys sparsiflora är en gräsart som beskrevs av Franz Josef Ivanovich Ruprecht. Merostachys sparsiflora ingår i släktet Merostachys och familjen gräs. Inga underarter finns listade i Catalogue of Life.